# Río Trigno
El río Trigno (en latín, Trinius) es un río italiano de 85 km de longitud. Nace en los montes Apeninos, en la provincia de Isernia. Desemboca en el mar Adriático cerca de Vasto. Forma la frontera entre las regiones de Abruzos y Molise durante gran parte de su longitud.